# Napad na vojašnico Desna
 17. maja 2022 je zračni napad ruskih letalskih sil zadel vojašnico v mestu Desna v Černigovski oblasti v Ukrajini.
Ukrajinske oblasti so sprva poročale, da je umrlo osem ljudi, dvanajst pa je bilo ranjenih, vendar je število žrtev naraslo teden dni pozneje, ko je Volodimir Zelenski sporočil informacije o 87 najdenih truplih. Ruski uradniki so povedali, da je vojska uporabila visoko natančne rakete dolgega dosega. Šlo naj bi za največje izgube ukrajinske vojske med rusko invazijo na Ukrajino leta 2022.